# Холодное торжество
«Холодное торжество» (англ. Frozen Fever) — американский компьютерный анимационный короткометражный фильм 2015 года, созданный студией Walt Disney Animation Studios и выпущенный кинокомпанией Walt Disney Pictures. Является сиквелом мультипликационного фильма 2013 года и рассказывает историю о дне рождения Анны, которую устроила Эльза вместе с Кристоффом, Свеном и Олафом. Крис Бак и Дженнифер Ли снова выступили в качестве режиссёров, а Кристен Белл, Идина Мензел, Джонатан Грофф и Джош Гэд вновь озвучили своих персонажей из предыдущей картины.
Производство фильма началось в июне 2014 года и продолжалось шесть месяцев. Анимационная лента дебютировала в кинотеатрах 13 марта 2015 года перед показом кинокартины «Золушка». Короткометражка встретила благоприятные отзывы от критиков, некоторые из них оценили новую песню «Я этот день тебе одной дарю», написанную Кристен Андерсон-Лопес и Робертом Лопес.

## Сюжет
Действие картины происходит спустя год после событий, рассказанных в фильме «Холодное сердце». Эльза, Кристофф, Свен и Олаф планируют устроить Анне сюрприз ко дню рождения, но в то время как Анну просят идти по нитке, которая проходит через весь Эренделл, Эльза простужается и неосознанно создаёт группу маленьких снеговиков с каждым чихом. Снеговики начинают разбирать украшения ко дню рождения, а Кристофф пытается остановить их. Эльза сопровождает Анну по нитке, а Кристофф, Свен и Олаф пытаются поймать снеговиков и своевременно следить за украшениями, пока Анна и Эльза не вернулись. После того, как Эльза чуть не упала с часовой башни, Анна убеждает её отдохнуть. Анна наслаждается вечеринкой, а Эльза своим чихом пускает гигантский снежный ком через альпийский рог, который случайно прилетает к Хансу за границей, после чего Эльза лежит в постели под опекой Анны. Олаф, Кристофф и Свен сопровождают маленьких снеговиков к ледяному дворцу Эльзы, где они остаются жить со своим снежным гигантом Маршмеллоу.

## Роли озвучивали
- Кристен Белл — Анна[3]
- Идина Мензел — Эльза[3]
- Джонатан Грофф — Кристофф[англ.][3]
- Джош Гэд — Олаф[англ.][3]
- Крис Уильямс — Окен[4]
- Сантино Фонтана — Ханс[5]
- Пол Бриггс — Маршмеллоу[5]

## История создания
Обе фотографии были сделаны на выставке D23 в 2015 году в Анахайме, штат Калифорния.
2 сентября 2014 года во время показа документального фильма о создании картины «Холодное сердце» на телеканале ABC, главный креативный директор Walt Disney Animation Studios Джон Лассетер сообщил о начале работы над короткометражным фильмом. В тот же день было раскрыто название будущей короткометражки и объявлено, что режиссёры Крис Бак и Дженнифер Ли и продюсер Питер Дель Вечо примут участие в создании мультфильма. Кроме того, в картине будет представлена новая песня, написанная Кристен Андерсон-Лопес и Робертом Лопес. 3 декабря 2014 года Айми Скрибнер была назначена сопродюсером анимационной ленты, премьера которой состоялась 13 марта 2015 года перед показом кинокартины «Золушка». «Есть что-то волшебное в этих персонажах, актёрах и музыке. Будем надеяться, что зрителям понравится наша короткометражка. Было очень весело», — сказали режиссёры Бак и Ли во время интервью редакции Ассошиэйтед Пресс. Примерно в то же время Дейв Метцгер, аранжировщик песен для «Холодного сердца», завершил работу над короткометражкой.
В анимационной картине была представлена песня «Я этот день тебе одной дарю», написанная Кристен Андерсон-Лопес и Робертом Лопес. 1 марта 2015 года на премьере фильмов «Золушка» и «Холодное торжество» в голливудском театре Эль-Капитан Джош Гэд рассказал газете USA Today: «Я хочу принести извинения перед родителями всего мира за то, что дети будут петь совершенно новую песню, написанную для „Холодного торжества“».
В июне 2014 года создатели начали подбирать идеи для сюжета мультфильма. В ходе первых обсуждений художник Марк Смит сказал: «А что, если у Эльзы случится простуда?». В итоге создатели оценили идею и приступили к работе. В августе режиссёры вместе с актёрами озвучивания вернулись на студию звукозаписи, чтобы записать вокальную партию для треков. На создание «Холодного торжества» ушло шесть месяцев. Все художники, работавшие над «Холодным сердцем» хотели вернуться к работе, чтобы оживить хотя бы один кадр в «Холодном торжестве», в результате получилось большое количество анимационных титров для короткометражного фильма.

## Выход
Премьера анимационной ленты состоялась 13 марта 2015 года перед показом кинокартины «Золушка». Короткометражка появилась в формате Digital HD 11 августа того же года. Фильм присутствует в коллекции короткометражных мультфильмов Disney, который был выпущен 18 августа на Blu-ray-изданиях. Кроме того, анимационная картина вышла вместе кинофильмом «Золушка» на Blu-ray и DVD-изданиях 15 сентября. 9 ноября были выпущены эксклюзивные копии фильма на DVD-носителях в магазинах Tesco по всей Великобритании.

## Критика
Клаудия Пуиг из USA Today дала короткие три звезды из четырёх и описала новую песню («Я этот день тебе одной дарю») как приятную. Подводя итог, журналистка пишет: «Пускай короткометражка не такая возбуждающая и новаторская, как оригинал, но всё равно приятно смотреть на сокращённую историю этих двух сестёр». Написав для BBC, Натали Джеймисон назвала новую песню запоминающейся и забавной. Дэн Коис из Slate назвал фильм полным обломом. Робби Колин из газеты The Daily Telegraph похвалил песню «Я этот день тебе одной дарю» и назвал короткометражку «губчатым кондитерским изделием, запылённым чистым сахаром», а также он предположил, что авторы песен Кристен Андерсон-Лопес и Роберт Лопес могли придумать «что-то особенное для ожидаемой картины — полнометражного сиквела „Холодного сердца“».
Уитни Сейболд из сайта CraveOnline отметил, что картина «демонстрирует празднование очень добрым для заметного потребительства, что Disney всегда размывает пейзаж». Майк Скотт из газеты The Times-Picayune подчеркнул, что «со своим сочетанием сладостей, глупостей и мелочностей эта анимационная короткометражка от Disney удовлетворительно совмещается в видении и в духе с оригинальным „Холодным сердцем“».